# 従化競馬場
従化競馬場（じゅうかけいばじょう）は、中華人民共和国の広東省広州市従化区にある香港ジョッキークラブのトレーニングセンターである。名称のとおり競馬場として必要な設備を備えており、将来的に競走の定期開催が計画されている。

## 名称
正式名称は中国語で香港賽馬会従化馬場（繁体字: 香港賽馬會從化馬場、簡体字: 香港赛马会从化马场）、英語でThe Hong Kong Jockey Club Conghua Racecourse。
2018年8月28日に正式オープンするまでは従化馬匹訓練中心（從化馬匹訓練中心）／トレーニングセンター（Conghua Training Centre）と呼称されていたが、オープンに当たって日本語で競馬場の意味がある従化馬場（從化馬場）／レースコース（Conghua Racecourse）の正式名称が与えられた。このため原語の施設名を日本語訳した従化競馬場と旧称および定期的な競走がまだ行われていない実態に即した従化（区）トレーニングセンターの2種類の日本語名称が混在して使用されている。

## 歴史
従化競馬場の前身は、広州で開催された2010年アジア競技大会のために香港ジョッキークラブによって従化市（現在の従化区）に設計・建設された馬術競技場である。アジア大会に参加する外国馬をバブルトゥバブル方式で隔離することで香港経由で中国本土に持ち込むことができるように設定された馬疾病清浄地域（Equine Disease Free Zone（EDFZ））の衛生管理設備を活用し、開場から40年経過して老朽化した沙田競馬場の馬房の不足を補い、施設改修を行うことができるようにするためにトレーニングセンターへの改修工事が行われた。
建設中の2017年12月、香港ジョッキークラブは従化トレーニングセンターで2019年から賭け事を伴わない競走を開催することを発表し、芝コースとオールウェザーコースにゴール板を備え、装鞍所、パドック、検量室、裁決室、ジョッキールーム、仮設スタンドなどの競走に必要な施設も建設された。2018年7月に競走馬の入厩が開始され、8月28日に開場式典が行われて、従化競馬場の正式名称が公表された。
2019年3月23日、香港ジョッキークラブと従化区人民政府の共催により従化競馬場で香港競馬の公式競走として馬券発売なしのエキシビジョンレースが開催され、賞金総額591万香港ドル（約8593万円）の5競走が施行されて約1700人の観衆が観戦した。その後の香港の社会不安定化と新型コロナウイルスの感染拡大のため第2回開催は延期されているが、2020年9月に中国政府が本土での競馬振興を掲げた『全国馬産業発展計画（2020-2025）』を発表したことを受けて、2021年5月に香港ジョッキークラブは従化競馬場に追加投資して観客8500人を収容できる新しいグランドスタンドを建設して2025年から定期的に競馬を開催し、そのための人材を本土で育成することで広州市政府と合意した。

## コース
外周が1周2000メートル、直線400メートルの芝コースで、内側に2本のバークチップ（樹皮（バーク）のウッドチップ）によるオールウェザーコースがある。芝は2か所のシュート（ポケット）があり、多様な距離設定の競走に対応している。また、オールウェザーコースの外側（芝コースとの中間コース）にもゴール板が設置されており、競走を施行することができる。
このほか、勾配1.5パーセント1000メートルの坂を備えた1100メートルの調教用の直線坂路コースが設けられている。日本のトレーニングセンターの坂路と違って芝が敷設されており、勾配も緩いため効果を疑問視する意見もある。

## 設備
150ヘクタールの面積があり、660頭の競走馬を収容できる。
香港との間を馬が検疫なしで行き来できるようにするため、外周は地中6メートルまで掘り下げた基礎に電気柵を設けて野生動物の侵入を防いでおり、人間は厩舎地区に入るまでに3つのゲートを通る。車両も出入りに際して消毒が行われており、馬運車は香港との間の輸送のため専用に設計されたものを使用する。
休養馬のための20面の放牧地や、引退馬のための60馬房の厩舎も備えている。
上述のとおり、トレーニングセンターであるが、2019年からエキシビジョンレースを開催するために設けられたスタンドと設備を備えている。

## アクセス
香港・新界の沙田競馬場から約200キロメートルの距離があり、所要時間は車で約3時間。